# Guanciale
El guanciale és greix amb vetes de carn magra que s'obté salant la galta del porc. El seu nom s'origina del mot guancia (pronunciació [ɡwanˈtʃaːle]), galta en italià. Bàsicament és un tall gras del porc o bacó, que s'extreu de la galta entre cap i espatlla, molt semblant a la pancetta en composició.
La galta del porc generalment es frega amb sal, sucre i espècies (pebre negre, farigola, fonoll) i s'estaciona per tres setmanes. El seu sabor és més fort que altres productes del porc com per exemple la pancetta, la consistència més dura i la textura més delicada.
Pot ésser tastat al natural, tallat en llenques o assaborit lleugerament escalfat sobre llesques de pa. El seu ús més freqüent és en salses com per exemple amatriciana de la qual és ingredient fonamental juntament amb tomàquet i formatge d'ovella (pecorino). També es troba en la recepta de pasta carbonara i fave al guanciale.